# Elezioni generali in Tunisia del 2009
Le elezioni generali in Tunisia del 2009 si tennero il 25 ottobre per l'elezione del Presidente e il rinnovo del Parlamento.
Sono state le ultime elezioni tenutesi sotto il regime di Ben Ali.

## Risultati

### Elezioni presidenziali
| Candidati               | Partiti                                   | Voti      | %     |
| ----------------------- | ----------------------------------------- | --------- | ----- |
| Zine El-Abidine Ben Ali | Raggruppamento Costituzionale Democratico | 4 238 711 | 89,62 |
| Mohamed Bouchiha        | Partito dell'Unità Popolare               | 236 955   | 5,01  |
| Ahmed Inoubli           | Unione Democratica Unionista              | 179 726   | 3,80  |
| Ahmed Ibrahim           | Movimento per il Rinnovamento             | 74 257    | 1,57  |
| Totale                  | Totale                                    | 4 729 649 | 100   |

### Elezioni parlamentari
| Liste                                        | Voti      | %     | Seggi |
| -------------------------------------------- | --------- | ----- | ----- |
| Raggruppamento Costituzionale Democratico    | 3 754 559 | 84,59 | 161   |
| Movimento dei Democratici Socialisti         | 205 374   | 4,63  | 16    |
| Partito dell'Unità Popolare                  | 150 639   | 3,39  | 12    |
| Unione Democratica Unionista                 | 113 773   | 2,56  | 9     |
| Partito Social Liberale                      | 99 468    | 2,24  | 8     |
| Partito Verde per il Progresso               | 74 185    | 1,67  | 6     |
| Movimento per il Rinnovamento                | 22 206    | 0,50  | 2     |
| Forum Democratico per il Lavoro e le Libertà | 5 329     | 0,12  | –     |
| Partito Democratico Progressista             | 1 412     | 0,03  | –     |
| Indipendenti                                 | 11 552    | 0,26  | –     |
| Totale                                       | 4 438 497 | 100   | 214   |